# Strahinići
Strahinići (en serbe cyrillique : Страхинићи) est un village du centre du Monténégro, dans la municipalité de Danilovgrad.

## Démographie

### Évolution historique de la population
| 1948 | 1953 | 1961 | 1971 | 1981 | 1991 | 2003 |
| ---- | ---- | ---- | ---- | ---- | ---- | ---- |
| 80   | 81   | 76   | 64   | 62   | 40   | 58   |